# Präventivschlag
Als Präventivschlag oder Präventivkrieg wird ein militärischer Angriff bezeichnet, der einem angeblich oder tatsächlich drohenden Angriff eines Gegners zuvorkommen und diesen vereiteln soll, also eine Offensive in defensiver Absicht.
Das moderne Kriegsvölkerrecht erlaubt nur Verteidigungskriege. Die Abgrenzung zu Präventivkriegen ist umstritten. Angriffskriege wurden bisweilen propagandistisch als Präventivkriege ausgegeben.

## Definition
Der Präventivschlag führt
- entweder zu einem so genannten Enthauptungsschlag, der dezidiert die Führung der gegnerischen Streitmacht (bzw. die des Landes, dem aggressive Absichten unterstellt werden) schwächt oder vernichtet, oder
- zu einem (regulären) Präventivkrieg, der unter anderem Kampfhandlungen auf dem eigenen Territorium zuvorkommen soll.

Ein Stillstand der militärischen Aktionen ist dabei in der Regel nicht Ziel des Vorgehens.
Präventivkriege werden als vorweggenommene Verteidigung gerechtfertigt, da der bevorstehende Angriff des Gegners nur vorweggenommen werde, um den Vorteil des Angreifers der eigentlich bedrohten Seite zukommen zu lassen.

### Präemptivschlag
Der ehemalige US-amerikanische Präsident George W. Bush verwendete in der National Security Strategy vom September 2002 (sogenannte „Bush-Doktrin“) häufig den Begriff „Präemptivschlag“ (pre-emptive strike) in Abwandlung des Konzepts des Präventivschlags. Bedeute Prävention eine Militäraktion zur Ausschaltung einer zukünftigen Gefahr (beispielsweise die Zerstörung von vermuteten Giftgasfabriken), so setze die Präemption erst bei einem unmittelbar bevorstehenden Angriff an. Abgrenzung und Definition des pre-emptive strike sind sehr umstritten.

## Moralphilosophische Bewertung
Der deutsche Philosoph und Politikwissenschaftler Lothar Fritze spricht Präventivkriegen grundsätzlich die Legitimation ab: „Eine Selbstverteidigung gegen potentielle Bedrohungen ist als Abwehrrecht nicht universalisierbar. […] Wenn jeder dem anderen aufgrund von Furcht zuvorkommen darf, ohne dass dessen Absicht zum Angriff tatsächlich außer Zweifel steht, intensiviert sich die gegenseitige Bedrohungswahrnehmung und damit die vermeintliche Notwendigkeit, als Erster loszuschlagen. Denkt man die Doktrin der präventiven Selbstverteidigung zu Ende, kann man nur eine Konsequenz ziehen, nämlich dass sie völkerrechtlich und moralisch inakzeptabel ist.“

## Historische Präventivkriege und -schläge
In der Militärgeschichte sind zahlreiche Beispiele für – in den meisten Fällen umstrittene – Präventivschläge bekannt:
- Während der Balkanfeldzüge des Maurikios zwischen 591 und 602 stießen oströmische Heere in die Gebiete der Slawen und Awaren nördlich der Donau vor, um deren Angriffsvorbereitungen zu stören.
- Der Einmarsch Friedrichs des Großen in Sachsen 1756, der Auslöser für den Siebenjährigen Krieg. Obwohl Friedrich in Dresden Belege für die gegen ihn geschmiedete Koalition fand, galt er durch den Überfall als Aggressor.
- 1801 und am 5. September 1807 griff Großbritannien das neutrale Dänemark an, um die Durchfahrt von der Nordsee zur Ostsee sicherzustellen, die durch ein mögliches Bündnis Dänemarks mit Napoléon blockiert gewesen wäre.
- Caroline-Vorfall zwischen den USA und Großbritannien auf dem Niagara River 1837: Britische Truppen versenkten den US-amerikanischen Dampfer Caroline, weil sich darauf amerikanische Aufständische befanden, die mutmaßlich planten, die britische Kolonie Oberkanada gewaltsam zu befreien. Aus der anschließenden diplomatischen Korrespondenz beider Länder entstanden die Caroline-Kriterien, die sich zu völkergewohnheitsrechtlichen Voraussetzungen für einen Präventivschlag entwickelten.
- Russisch-Japanischer Krieg (1904–1905): Angriff einer Flotte von japanischen Torpedobooten gegen das russische Pazifikgeschwader im Hafen von Port Arthur noch vor der offiziellen Kriegserklärung.
- Die im deutsch-sowjetischen Nichtangriffspakt von 1939 vereinbarte Annexion Ostpolens durch die Sowjetunion nach erfolgter Okkupation der westpolnischen Gebiete durch Nazideutschland ab Mitte September[4] wurde ebenso wie der sich anschließende Winterkrieg gegen Finnland von November 1939 bis März 1940 lange als „strategische Vorbereitung der Sowjetunion auf den zu erwartenden Überfall durch Hitlerdeutschland“ und die mit ihm Verbündeten erklärt.[5]
- Das Unternehmen Barbarossa, der deutsche Angriff auf die Sowjetunion vom 22. Juni 1941, wurde im Rundfunk als Präventivschlag dargestellt: „Zur Abwehr der drohenden Gefahr aus dem Osten ist die deutsche Wehrmacht am 22. Juni, drei Uhr früh, mitten in den gewaltigen Aufmarsch der feindlichen Kräfte hineingestoßen.“ Obwohl diese Präventivkriegsthese von der großen Mehrheit der Historiker abgelehnt wird – „In der Geschichtswissenschaft hat sich durchgesetzt, dass es kein Präventivkrieg war“, resümiert etwa Rolf-Dieter Müller, wissenschaftlicher Direktor am Militärgeschichtlichen Forschungsamt der Bundeswehr[6] – gehört sie im Kontext des „Unternehmens Barbarossa“ weiter zu den Hauptelementen des Geschichtsrevisionismus und deutschen Rechtsextremismus, die auf eine „Relativierung der Kriegsschuld“ NS-Deutschlands zielen,[7] bspw. in dem Buch Präventivschlag 1941. Zur Vorgeschichte des Rußlandfeldzuges  von Max Klüver, der sich als Beamter Westdeutschlands, obwohl selbst ausgewiesener Nazi, auf diese Weise der Entnazifizierung entziehen konnte.
- Der bis heute einzige unter dem modernen völkerrechtlichen Gewaltverbot oft als gerechtfertigt angesehene Präventivschlag war der Sechstagekrieg von Israel gegen seine arabischen Nachbarn im Juni 1967. Eindeutig völkerrechtlich als verbotener Angriff gewertet wurde dagegen der israelische Luftschlag gegen die Baustelle des irakischen Atomreaktors Osirak 1981.
- Der Angriff der Koalitionskräfte unter Führung der USA auf den Irak im Dritten Golfkrieg 2003 wurde von George W. Bush als Präventivkrieg zur „Abwehr einer drohenden Gefahr“ gerechtfertigt, da der Irak angeblich Massenvernichtungswaffen besitze, die jedoch nie gefunden werden konnten.[8] Beim Irakkrieg der USA und der Koalition der Willigen handelte es sich nach Ansicht vieler Kritiker daher um keinen Präventivkrieg im Sinne der Vereinten Nationen (siehe dazu Caroline-Kriterien), sondern vielmehr um einen völkerrechtswidrigen Angriffskrieg.

## Aktuelle Präventivkriege und -schläge

### Russische Begründung für den russischen Angriff auf die Ukraine 2022
- Laut russischer Propaganda handelte es sich beim russischen Überfall auf die Ukraine 2022 – nebst anderen Begründungen – auch um einen Präventivschlag, um einem Angriff der Ukraine zuvor zu kommen. „Dutzende Millionen von Menschen“ in Russland würden diese These glauben, auch wenn es den Streitkräften Russlands in 6 Monaten Krieg nicht gelang, die Verteidigung der Ukrainer in der Region Donezk zu überwinden. „Wenn sich ein Land auf einen Angriff vorbereitet, baut es dann Bunker 50 Kilometer tief von der Grenze entfernt?“ fragte ein russischer Geistlicher, der sich wegen angeblicher Diskreditierung der Streitkräfte verantworten musste.[9] Im September 2022 widersprach Alexander Chodakowski dieser Moskauer Version zur Rechtfertigung des Angriffskriegs. Die Truppen der VR Donezk hätten unter den Dokumenten der ukrainischen Streitkräfte, die ihnen bei den Kampfhandlungen in die Hände gefallen seien, keinen einzigen Hinweis darauf gefunden. Vielmehr habe sich die Ukraine auf einen Abwehrkrieg vorbereitet.[10]